# Marjanne Kweksilber
Marjanne Kweksilber (Amsterdam, 18 januari 1944 – Amsterdam, 12 mei 2008) (ook bekend als Marjanne van Geel, Marjanne Olshansky en onder de artiestennaam Mirjam) was een Nederlandse sopraan en zangpedagoog. Ze is bekend geworden als klassiek zangeres van zowel hedendaags als oud repertoire. Ze zong verschillende premières van nieuw Nederlands repertoire, maar pionierde ook in de authentieke uitvoeringspraktijk van de Oude Muziekbeweging.
Muziekjournalist Bernard van der Kley noemde Kweksilber in 1978 in een recensie "Nederlands meest fascinerende sopraan". Ton Koopman zei over de periode dat hij met haar samenwerkte: "Marjanne was een ongelofelijk muzikale en creatieve vrouw. Ze was (...) een van de weinigen die experimenten aan durfde te gaan in de oude én moderne muziek. Ik heb met veel plezier met haar gewerkt."

## Levensloop

### Familie
Marjanne Kweksilber werd geboren als Marjanne van Geel, dochter van de niet-Joodse monteur Johannes Hermanus van Geel en de Joodse Betje Glasbeek. In 1966 trouwde ze met Erik Kweksilber en in 1973 werd uit dat huwelijk (de latere klarinettist) David Kweksilber geboren. Na haar scheiding in 1975 bleef ze de achternaam Kweksilber gebruiken. In 1980 hertrouwde ze met de pianist Ludwig Olshansky en kreeg met hem een dochter, (de latere zangeres) Isadora Olshansky.
Marjannes broer Bas van Geel werd bioloog (professor aan de Universiteit van Amsterdam) en broer Maurits van Geel onder meer choreograaf, directeur van het Internationaal Danstheater en beeldend kunstenaar. Neef Oene van Geel (via Bas) is altviolist en componist.

### Opleiding
Marjanne van Geel groeide op in een socialistisch arbeidersmilieu in de wijk Tuindorp in Amsterdam-Noord. Nadat ze de mms had afgerond ging ze op zeventienjarige leeftijd een jaar in een kibboets in Israel werken en leerde daar voor jeugdleidster. Ondanks het feit dat ze geen gelovige was, voelde ze zich een overtuigde zionist en was ze verbonden met de Nederlandse Zionistische jeugdbeweging, waarvoor ze ook regelmatig optrad. In Israël verzamelde zij ruim 300 volksliederen die ze na haar terugkeer in 1964 met het Collegium Musicum Iudaïcum ging uitvoeren. Zestien van deze liederen (waaronder Donna, Donna dat de eerste plaats van de Nederlandse hitlijsten bereikte) nam ze samen met Stephen Simon op voor hun  debuutalbum getiteld Mirjam en Stephen (1965). Het album werd in Nederland gedistribueerd door Decca Records; in het buitenland onder de titel Songs of Israel door London Records. Met Stephen Simon bracht ze in 1967 ook de Nederlandstalige single Dans met mij uit. In deze tijd volgde ze zanglessen bij Lucy Glassner.
In 1967 ging ze klassieke zang, koordirectie en muziekonderwijs studeren aan het Amsterdams Muzieklyceum. Haar zangdocent was Herman Schey. Daarnaast kreeg ze privélessen van Max van Egmond, Bodi Rapp, Marilyn Tyler en Cathy Berberian. In 1972 behaalde Kweksilber haar diploma koordirectie. In 1973 behaalde zij vervolgens haar diploma’s klassieke solozang en muziekonderwijs, met onderscheiding. Vanaf 1990 nam ze aanvullende zanglessen bij Herman Woltman.

### Premières, festivals en concerten
In 1972 zong Kweksilber in de cantate Le mort de Socrate van Erik Satie, begeleid door het ASKO Ensemble onder leiding van Reinbert de Leeuw. Het leidde tot een jarenlange samenwerking met De Leeuw, met o.a. de uitvoering van liederen van Hanns Eisler en Kurt Weill. In 1976 was Kweksilber een van de vier vrouwenstemmen in de première van De Staat, destijds een spraakmakende compositie van Louis Andriessen. Eveneens in 1976 zong ze op het Holland Festival een hoofdrol in de opera Ariadne auf Naxos van Georg Benda en soleert ze in Londen tijdens het English Bach Festival. 

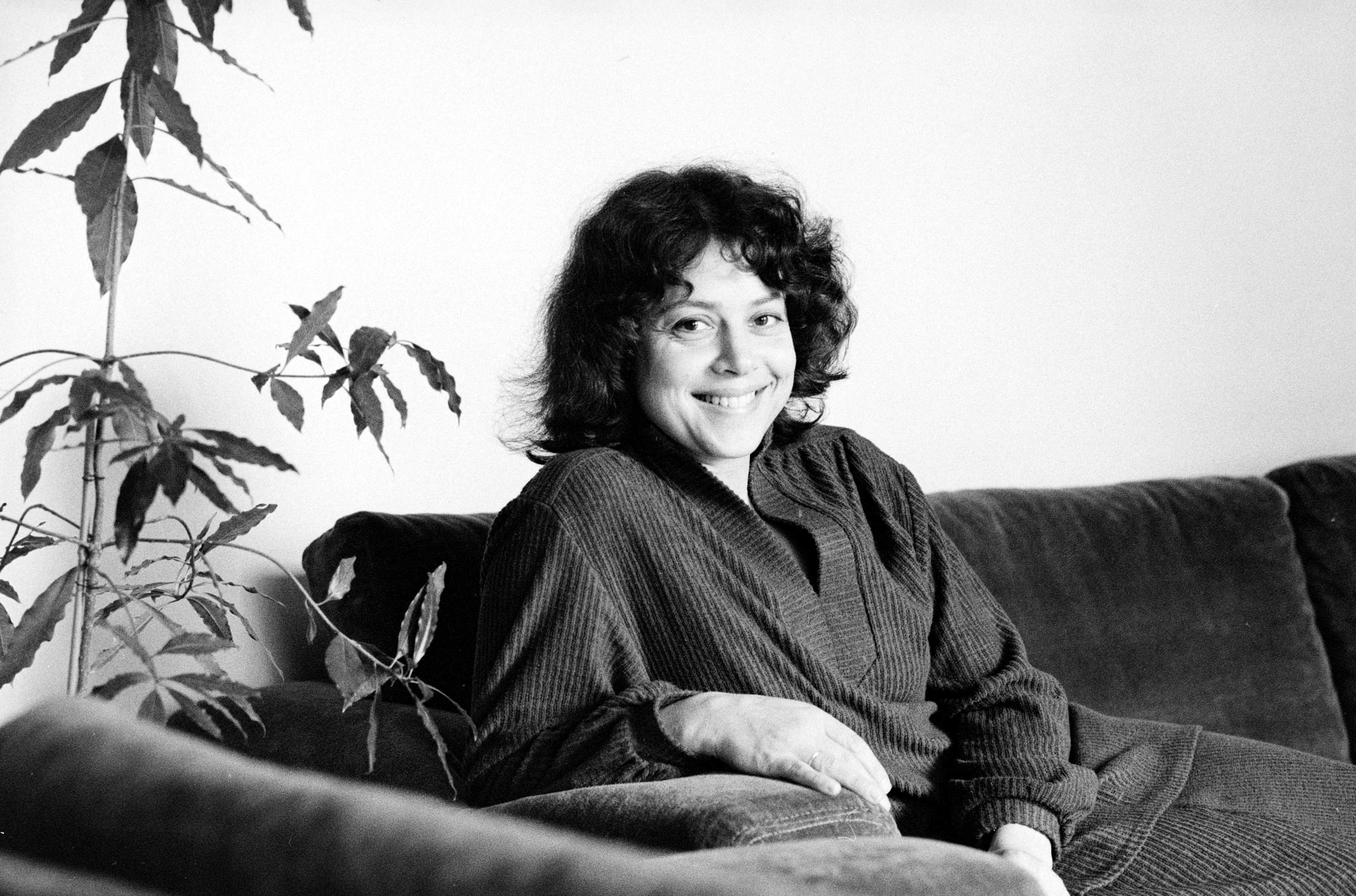
Marjanne Kweksilber, A'dam, 1977.

In 1977 zong zij in de première van Kind en Kraai van Peter Schat, met Reinbert de Leeuw tijdens het Holland Festival. In datzelfde jaar zong Kweksilber tijdens het Festival van Vlaanderen in de opera Euridice van Jacopo Peri. In de daaropvolgende jaren volgden meerdere optredens tijdens het Holland Festival, het Festival van Spoleto (Italië) en het Festival van Vlaanderen.
Kweksilber werd een veelgevraagd sopraan, die tevens mezzosopraan-rollen zong. In 1981 trad ze met haar tweede echtgenoot Ludwig Olshansky op met een Schubert-programma tijdens een tournee in Nederland en de VS. 1982 zong ze stukken van Stravinsky en Liszt in New York in een concert ter gelegenheid van de viering van tweehonderd jaar Nederlands-Amerikaanse samenwerking. In Carré zong ze bij de viering van de verjaardag van Joop den Uyl.
In seizoen 1991 - 1992 ging ze op tournee door Japan, waar zij tijdens de Monteverdi Festivals van Osaka en Shizuoka zowel de sopraansoli in de Vespro della Beata Vergine alsook de rollen van La Musica en Proserpina in de opera L'Orfeo vertolkte. In de daaropvolgende jaren was ze regelmatig in Vermont in de VS voor concerten met haar man en zoon, de inmiddels bekende klarinettist David Kweksilber. Samen voerden zij werken uit van Schumann, Spohr en Brahms.
In 2000 was ze soliste in de première van de Bijlmeropera van Jacques Bank, met het Nederlands Zangtheater en Orkest de Volharding, en in 2001 verzorgde ze de première van Vier liederen van strijd en onthechting, gecomponeerd door Rita Knuistingh Neven.

### Samenwerking met
In 1990 richtte Kweksilber met accordeoniste Miny Dekkers en cellist Taco Kooistra trio Le Cheval op. Ze voerden werken uit de Middeleeuwen, Barok en de Moderne tijd uit in nieuwe arrangementen voor deze ongebruikelijk combinatie. Ook werden voor hen nieuwe werken geschreven door componisten als Bernard van Beurden. Met het Leo Smit Ensemble (dwarsfluitist Eleonore Pameijer, cellist Doris Hochscheid en pianist Frans van Ruth) trad ze regelmatig op in de serie Uilenburger concerten in de Uilenburger Synagoge. Kweksilber werkte ook samen met o.a. het Schönberg Ensemble, het Amsterdam Baroque Orchestra, La Petite Bande en met Orkest De Volharding. Andere bekende musici waar ze mee samenwerkte waren dwarsfluitist Rien de Reede, violist Vera Beths, klavecinist en dirigent Gustav Leonhardt, dirigent Philippe Herreweghe, de pianisten Rudolf Jansen en Stanley Hoogland en cellist Anner Bijlsma.

### Opera
In 1977 debuteerde Kweksilber in de opera Axel van Reinbert de Leeuw en Jan van Vlijmen. In datzelfde jaar zong zij ook de rol van Euridice in de gelijknamige opera van Jacopo Peri, onder leiding van Philippe Herreweghe. In 1979 vertolkte ze Ottavia in Händels L’Incoronazione di Poppea o.l.v. Alan Curtis aan de Nationale Opera Brussel. In seizoen '91-'92 zong zij in Monteverdi's opera L'Orfeo en in 2000 zong ze in de première van de Bijlmeropera van Jacques Bank.

### Overig
Tussen 1985 tot 1987 was zij lid van de Amsterdamse kunstraad, een adviesorgaan voor de verstrekking van kunstsubsidies door de Gemeente Amsterdam. Vanaf 2002 was Kweksilber vooral actief als privé-zangpedagoge: tientallen leerlingen, zowel amateurs als professionals kregen les van haar. Tussen 2002 en 2006 gaf ze in samenwerking met de Stichting Literaire Activiteiten Amsterdam voorstellingen over het dadaïsme, onder andere met de uitvoering van de Ursonate van Kurt Schwitters.
In 2007 kreeg Marjanne Kweksilber acute leukemie, wat leidde tot haar overlijden in mei 2008. Samen met fotograaf Maarten Brinkgreve maakte ze in dit laatste levensjaar een fotoboek met foto's van door haar gemaakte kleine kunstwerken. Kweksilber was gefascineerd door alledaagse voorwerpen, waarin zij een onalledaagse schoonheid zag. In februari 2008 exposeerden zij deze foto’s in galerie De Ruimte in Amsterdam, en publiceerden ze het boek Binnenwereld.

## Discografie
Marjanne Kweksilber werkte mee aan de volgende LP- en CD-opnames:
| Jaar                              | Titel | Uitvoerenden                                                              | CD-label /-nummer                                                         |
| --------------------------------- | --- | ------------------------------------------------------------------------- | ------------------------------------------------------------------------- |
| 1965                              | Mirjam and Stephen, Songs of Israel                                                                               | Met Stephen Simon                                                         | Decca DU 170 007 / The Decca Record Company Limited SW 99405              |
| 1967                              | Mirjam en Stephen – Dans met mij en Ik Heb Mijn Vrijheid Lief (Single)                                            | Met Stephen Simon                                                         | Decca AT 10 236                                                           |
| 1976                              | Erik Satie | Met Reinbert de Leeuw, piano                                              | Harlekijn 2925517                                                         |
| 1977 / 1978                       | G. F. Händel – Italiaanse solo-cantates / Italienische Solokantaten                                               | Musica Antiqua Amsterdamo.l.v. Ton Koopman e.a.                           | Harlekijn Holland 2925532 / Telefunken 6.42367 AW                         |
| 1979 / heruitgebracht 1991 / 2000 | Alessandro Stradella, La Susanna / La Susanna; Reflexe Stationen Europäischer Musik; vol.8 cd 3-4                 | Met Alan Curtis, René Jacobs e.a.                                         | EMI 3C 153-45643/44 / EMI Classics CMS 7 63438 2 / EMI Classics 8 26539 2 |
| 1980                              | Jacques Hotteterre, Premier Flutiste Français                                                                     | Met Frans Brüggen e.a.                                                    | Philips 6776 002                                                          |
| 1984                              | W.A. Mozart, Die Zauberflöte                                                                                      | The Amsterdam Baroque Orchestra o.l.v. Ton Koopman e.a.                   | Erato NUM 750803                                                          |
| 1985                              | G. F. Händel – The Messiah                                                                                        | Amsterdam Baroque Orchestra o.l.v. Ton Koopman e.a.                       | Erato 2292-459602                                                         |
| 1989 / heruitgebracht 2011        | Claudio Monteverdi, Madrigale                                                                                     | Met Gustav Leonhardt e.a.                                                 | RCA Records GD 71951 / Deutsche Harmonia Mundi 88697892082                |
| 1989                              | Johann Sebastian Bach, Das Kantatenwerk vol.14                                                                    | Leonhardt Consort o.l.v. Gustav Leonhardt e.a.                            | Teldec 2292-424222                                                        |
| 1991 / heruitgebracht 2004        | Christoph Willibald Gluck, Orfeo ed Euridice                                                                      | Met La Petite Bande en Collegium Vocal Gent o.l.v. Sigiswald Kuijken e.a. | Accent ACC 48223/24D / Accent ACC 48223D                                  |
| 1991                              | Juan Tajes, Music From The Spanish Civil War                                                                      | Met de Ebony Band o.l.v. Werner Herbers                                   | BV Haast Records CD 9203                                                  |
| 1992                              | Songs, Ludwig van Beethoven                                                                                       | Met Stanley Hoogland, Anner Bijlsma, Vera Beths, Gijs Beths               | Channel CCS 1491                                                          |
| 1994                              | Werken van Bernard van Beurden                                                                                    | Harmonieorkest Rotterdams Conservatorium o.l.v. Arie Hoek e.a.            | World Wind KK CD 9416                                                     |
| 1994                              | Flutes and Voices: Jacques Bank, Late of the city of Rome                                                         | Met het Tibia Quartet                                                     | Wijnand van Hooff WVH154                                                  |
| 1994                              | Matthijs Vermeulen, Chamber music: Salutations à Notre Dame                                                       | Met Maarten Bon, piano                                                    | Donemus CV 39/40/41                                                       |
| 1994                              | Jacob ter Veldhuis, Diverso il tempo: Insonnia, op. 34 en Stille Lieder                                           | Met Miny Dekkers, Henry Bok, Evert le Mair en Stanley Hoogland            | BVHaast CD 9308                                                           |
| 1995                              | L'Europe galante, André Campra                                                                                    | La petite Bande o.l.v. Gustav Leonhardt e.a.                              | Deutsche Harmonia Mundi 74321323322                                       |
| 1995                              | Modern times, Dutch Jewish composers 1928-1943: Trois Chansons, Rosy Wertheim                                     | Met Eleonore Pameijer, dwarsfluit en Frans van Ruth, piano                | Channel CCS 7995                                                          |
| 1999                              | Het puik van zoete kelen: 100 jaar Nederlandse zangkunst; Dutch Masters vol.55: Frühe Lieder, Alban Berg          | Met Reinbert de Leeuw, piano                                              | Philips 464 385-2                                                         |
| 2000                              | Zaïs, Jean-Philippe Rameau                                                                                        | Met Collegium Vocale Gent en La Petite Bande o.l.v. Gustav Leonhardt e.a. | Stil 1010 S 77                                                            |
| 2003                              | De Bijlmeropera, Jacques Bank                                                                                     | Met het Nederlands Zangtheater en Orkest De Volharding                    | Composers' Voice CV 110                                                   |
| 2005                              | Wie is bang voor Nederlandse muziek?: Jeff Hamburg, Liedjes uit Joshe Kalb                                        | Met Leonore Pameijer (dwarsfluit)                                         | NM Classics NM SPECIAL 9300                                               |
| 2006                              | Erik Satie, Piano Music - Mélodies                                                                                | Met Reinbert de Leeuw                                                     | Philips 475 7706                                                          |
| 2007                              | The accordion in contemporary Netherlands vol.13: Insonnia op 34, Jacob ter Veldhuis en Brommerlied, Jacques Bank | Met Miny Dekkers, Henri Bok en Evert le Mair                              | BFO Centre Netherlands Music BFO A-13                                     |
| 2010                              | Musica humana - Muziek voor hart en ziel: Erik Satie, Les Anges                                                   | Met Reinbert de Leeuw, piano                                              | Universal 00289 4803421                                                   |
| 2011                              | Klassieke meesters - Historisch overzicht van Nederlandse topmusici: Ludions, Erik Satie                          | Met Reinbert de Leeuw, piano                                              | Decca Records 4804546                                                     |
| 2016                              | René Jacobs: The countertenor - The Accent recordings 1978-1982: Gluck, Orfeo                                     | Zie 1991                                                                  | Accent ACC 24321                                                          |

## Publicaties
- Binnenwereld, Marjanne Olshansky - Kweksilber - van Geel en Maarten Brinkgreve, uitgeverij Blurp, geen ISBN[8]